# Friedrich II. von Graben
Friedrich II. von Graben, auch Friedrich der Jüngere (* vor oder um 1379 auf Schloss Kornberg; † vor 1463 ebenda) war ein österreichischer Edelmann, welcher dem edelfreien Geschlecht der Herren von Graben entstammte. Der Herr von Graben war einer der reichsten steirischen Edelleute seiner Zeit und unter anderem Rat, Beisitzer des Reichskammergerichts und Kommissar Kaiser Friedrichs III., bei dem er eine besondere Stellung genoss. Seitens des Kaisers wurde er auch zum Kammermeister von (Erz)Herzog Siegmund (Österreich-Tirol) von Tirol bestellt. Friedrich war Herr von Kornberg und im Besitz der Herrschaft Marburg samt der Obermarburg, dem Amt und Schloss Marburg, Burggraf zu Riegersburg sowie Herr der Herrlichkeit Riegersburg.

## Herkunft und Nachkommen

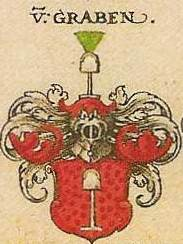
Wappen derer von Graben auf Kornberg, Johann Siebmachersche Wappentafel

Friedrich II. entstammte einem steirischen Zweig derer von Graben, der zu hohen Ehren gelangten Kornberger Linie auf Kornberg. Seine Eltern waren Friedrich I. von Graben und Catarina von Sumerau (auch Catarina von Saurau, De Sommereck, von Somereck, von Summeregk genannt, Tochter eines Nicl von Sumerau oder Niklas von Somereck, St. Sumerau); seine Brüder waren Andreas von Graben zu Sommeregg und Leonhard (Lienart, Linart) von Graben, der Begründer der ersten tirolerischen Linie des Geschlechts. Eine weitschichtige Verwandtschaft führt ihn zu den Geschlechtern Herberstein und Breuner, in Person seines Stiefsohnes Hans Breuner. 1438 verheiratete er sich mit Elisabeth Steinwald von Fladnitz (Witwe des Hertlein von Teuffenbach), aus welcher Ehe vier Kinder entstammten:
- Dorothea von Graben († 1519), 1462 als kaiserliches Hoffräulein in Erwähnung; verheiratet mit Georg von Kainach, ihre Söhne Wilhelm (verehelicht mit Margaretha von Saurau) und Johan (Hanns) (ehelichte in zweiter Ehe Dorothea von Kuenburg) sowie ihre Tochter Eva (die mit Johannes ebenfalls einen Kuenburger ehelichte; jener lebte von 1500 bis vor 1560 und war Pfleger zu Werfen und Moosham in Salzburg[9])
- Wolfgang von Graben († vor 1468), Geldeinnehmer des steirischen Gebiets "innerhalb der Drau"
- Ulrich III. von Graben (1415–1486), Landeshauptmann der Steiermark, Burggraf von Marburg und Graz, welcher unter Kaiser Friedrich III. ein hoher Amtsträger und vertrauter Rat desselbigen war.
- Reinprecht V. von Graben (genannt zwischen 1456 und 1493), kaiserlicher Pfleger des Strudengaus

## Politische Karriere
Friedrich stand auch mit der Konradinischen Linie am Graben auf Schloss Alt-Grabenhofen in enger Beziehung; so siegelte Reinprecht III. vom Graben Kontrakte von Friedrich I. und Friedrich II., eine Heiratsurkunde von Katrey von Graben, einer Schwester (?) Friedrichs und Niclas von Roggendorf sowie im Jahre 1399 in einer Verkaufsurkunde der beiden Friedrichs an den Freisinger Bischof Berthold von Wehingen. Das interessante hierbei ist, das alle Siegel noch gut erhalten sind und bei den beiden Friedrichs das neuere Wappen mit dem aufrechten Spaten zeigt, bei Reinprecht aber das alte Graben-Stammwappen mit dem Schrägbalken.
1401 wurde Friedrich II. von Graben als Burggraf zu Riegersburg durch Rudolph I. von Walsee mit der Herrschaft Riegersburg belehnt. Weitere Güterbelehnungen durch das Stift Seckau fanden in den Jahren zwischen 1400 und 1414 statt. Im Jahre 1443 erhielt Friedrich II. als ein landesfürstliches Lehen den Turm und das Dorf zu Neudorf in der Steiermark, darüber hinaus das Dorf Pölan mit drei Huben, sowie in Altendorf (Wolfsberg) zwei Hofstätten, in Wanofezen einen Hof mit seinem Anteil am Dorf sowie Bergrechte und den Weinzehnt in Katzian. Im Jahre 1446 wird er unter den steirischen Landständen genannt sowie im selbigen Jahr im Aufgebot gegen die Ungarn. Friedrich von Graben war ein Ratsherr von Kaiser Friedrich III., bei dem er eine besondere Stellung genoss. 1446 wurde er durch den Kaiser als Kammermeister für dessen Vetter (Erz)Herzog Siegmund (Österreich-Tirol) von Tirol bestellt. Durch den Kaiser wurden ihm im Jahre 1447 die Lehen des verstorbenen Ulrichs von Würfel von Rodaun vermacht. Des Weiteren wurde er durch jenigen im niederösterreichischen Nußdorf ob der Traisen mit der dortigen Urfahr, mit dem Besitz von der Hälfte des Dorfes Endleinsdorf, den Lehen Enzesfeld und Praitstetten ausgezeichnet.

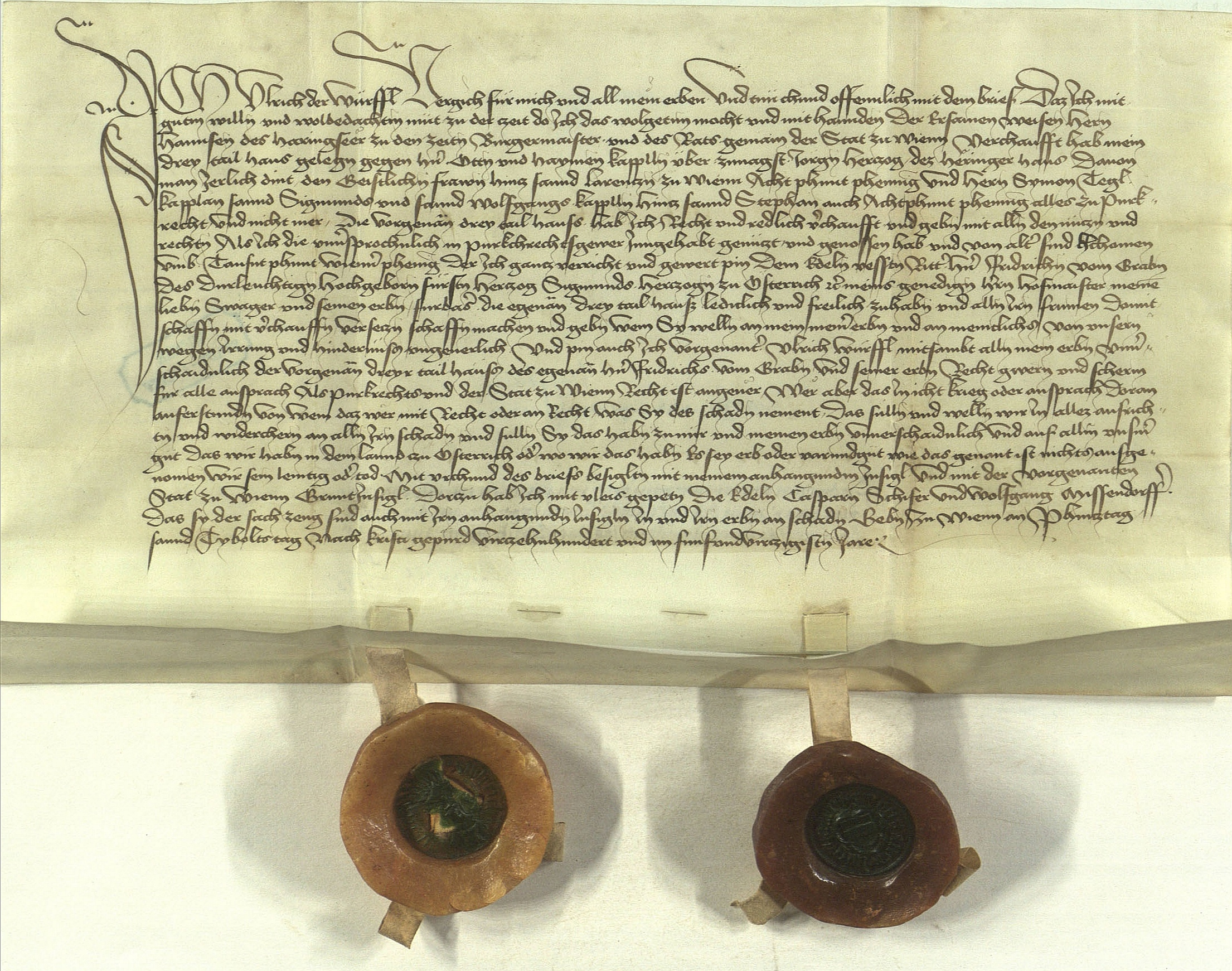
Ulrich von Würffel verkauft im Jahr 1445 drei Stadthäuser in Wien an seinen Schwager Friedrich von Graben

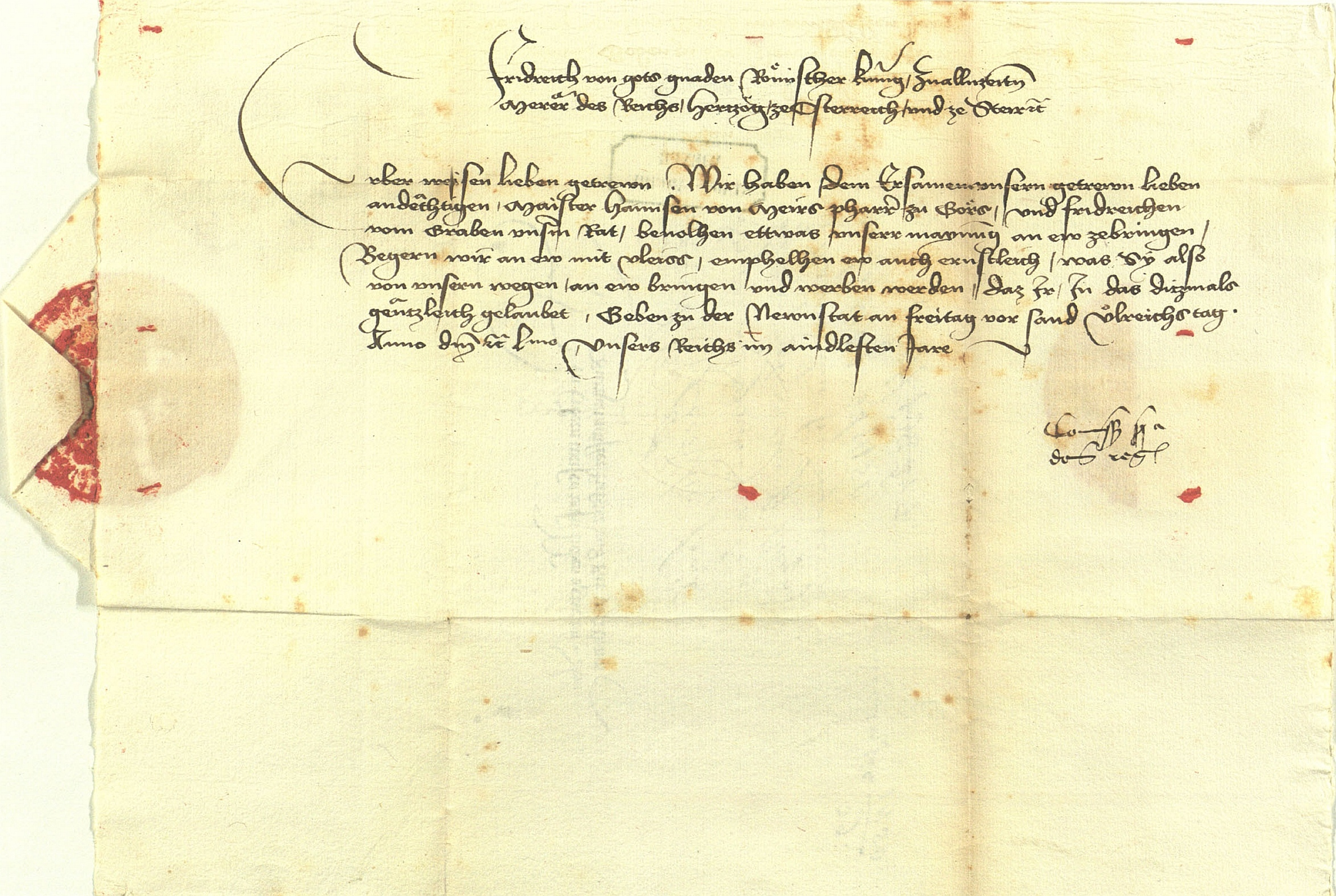
König Friedrich IV. benachrichtigt 1450 den Bürgermeister von Wien, Konrad Holzler dem Jüngeren, den Richter und den Rat der Stadt, dass er Hans von Meirs, Domherr zu Passau und Pfarrer von Gars am Kamp und seinen Rat Friedrich II. von Graben als seine Bevollmächtigten zu ihnen absendet

Kurz vor 1450 verkaufte Von Graben an Kaiser Friedrich das halbe Dorf Enzesfeld unter dem Bisamberg, welcher dieses 1450 anstelle des noch unmündigen Ladislaus Postumus an Ulrich von Eyczing verlieh. 1450 bezeugen Urkunden Friedrich von Graben als Ratsherren und Bevollmächtigten von Kaiser Friedrich III. Drei Jahre danach zeugt eine Urkunde über einen Schuldbrief des Kaisers an Von Graben.
Von Grabens finanzieller Reichtum offenbart sich auch in einem Schuldbrief an Wolfgang V. von Walsee, den Obristen-Marschall in Österreich und der Steiermark sowie Hauptmann des Erzherzogtums ob der Enns, welchem er im Jahre 1454 eine Geldsumme von 1.800 ungarischen Dukaten leiht. Dafür hatte ihm der Walseer neben dem Schloss Marburg 27 Güter in der Südsteiermark verpfändet, sowie weitere Güter im Herzogtum Krain und der Grafschaft Cilli. 1456 wurde die bedeutende Herrschaft Marburg, die Obermarburg, das Amt Marburg an der Drau sowie das Marburger Schloss an Friedrich und seinem Sohn Ulrich III. gerichtlich zugesprochen. Der Rechts- und Lehenstreit gegen Wolfgang von Walsee wurde erst 1462 mit dem Urteil beendet, dass Friedrich und Ulrich III. die Herrschaft Marburg, Obermarburg, sowie Amt und Schloss Marburg als ein kaiserliches Lehen zugesprochen wurde.
Friedrich von Graben zeigte seine Verbundenheit zu den Wurzeln seines Geschlechts in Krain hiermit, dass er im Jahre 1461 als einer der Stifter und Unterzeichner auftrat, in welcher Laibach zum Bistum erhoben wurde (siehe Erzbistum Laibach).

## Quelle
- Von Graben Forschung